# 上杉宗憲
上杉 宗憲（うえすぎ むねのり）は、江戸時代中期の大名。出羽国米沢藩6代藩主。山内上杉家22代当主。

## 経歴
5代藩主・上杉吉憲の長男として誕生した。生母は側室・山中氏（祥寿院）。
『上杉家御年譜』では正徳4年（1714年）正月12日生まれとし、『寛政重修諸家譜』では宝永6年（1709年）としているが、前者の方が有力である。享保7年（1722年）5月1日の父・吉憲の死により、同年6月18日に家督を継ぐ。叔父で米沢新田藩主の上杉勝周が後見する。翌享保8年（1723年）11月11日に元服し、8代将軍・徳川吉宗の偏諱を受けて宗憲に改名した。従四位下・侍従兼弾正大弼に叙任される。
享保15年（1730年）頃より、清野秀佑が台頭してくる。享保18年（1733年）に幕府から江戸城普請の任を命じられ、領内に臨時の御用金や家臣の俸禄を貸し上げて調達して対応、藩財政の窮乏がさらに進んだ。なお、享保19年（1734年）5月初旬に病に倒れ、同年5月13日に米沢にて死去した。享年22。墓所は米沢市。嗣子が無かったため、弟の宗房が末期養子として跡を継いだ。

## 系譜
- 父：上杉吉憲
- 母：山中氏
- 正室：整姫 - 山内豊隆の娘
- 養子
  - 男子：上杉宗房 - 実弟